# Home of the Underdogs
Home of the Underdogs (HotU) ist eine der größten Abandonware-Websites im Internet. Die Website wurde im September 1998 von Sarinee Achavanuntakul gegründet und zunächst auf kostenlosem Webspace gehostet, wechselte aber später auf einen eigenen Server.

## Beschreibung
Die Website bietet sowohl Reviews von über 5.300 Computerspielen als auch Downloads und Handbücher zu vielen Spielen, die vom Hersteller nicht mehr vertrieben werden. Die meisten verfügbaren Spiele sind für PCs (DOS und Microsoft Windows), es gibt aber auch einen Bereich für Spiele anderer Plattformen, die üblicherweise in Formaten vorliegen, die mit Emulatoren gespielt werden können. Weiterhin gibt es 33 eingescannte Spielbuchserien, von denen viele vollständig vorliegen.
Die Website konzentriert sich hauptsächlich auf „Underdogs“, d. h. Spiele die, gleich aus welchem Grund, kommerziell weniger erfolgreich waren. Folgende Wertungen werden für Spiele vergeben:
- Mit Top Dog werden hervorragende Spiele bezeichnet, deren Erfolg aber z. B. an schlechtem Marketing scheiterte.
- In der Hall of Belated Fame (HoBF, =nachträgliche Ruhmeshalle) werden eine sehr kleine Anzahl an Spielen gelistet, die im Auge der HotU-Betreiber viele Auszeichnungen und gute Bewertungen verdient hätten. Alle HoBF-Spiele sind automatisch auch Top Dogs.
- Mit Real Dog werden die Spiele bezeichnet, die zu Recht kommerziell scheiterten (meistens wegen schlechter Spielbarkeit), aber auf Wunsch eines Fans in die Datenbank von Home of the Underdogs aufgenommen wurden.

Die Website behauptet von sich selbst, nicht eine Downloadwebsite, sondern vielmehr eine Art Museum für Spiele zu sein, die heute für „großartig“ gehalten werden, denen bei ihrer Veröffentlichung aber kaum Beachtung geschenkt wurde (darauf bezieht sich auch das „Underdogs“ in Namen der Website). HotU ist bemüht, den Wünschen der Urheber zu entsprechen: Ist ein Spiel wieder käuflich, oder der Inhaber der Rechte an dem Spiel wünscht es so, so werden die Dateien entfernt und wenn möglich durch einen Link zur Netzpräsenz des Herstellers ersetzt. Rechtlich gesehen werden dennoch Urheberrechtsverletzungen begangen.
Der gesamte Inhalt wird den Besuchern kostenlos zur Verfügung gestellt. Um die laufenden Kosten zu begleichen, sind die Betreiber auf Spenden angewiesen. Da dies allein nicht ausreicht, werden zusätzlich Werbebanner und Pop-ups geschaltet.
Um die Website gibt es eine Community mit eigenem Forum und IRC-Channel. Für die Zukunft ist geplant, die ganze Website auf Basis eines Wikis zu betreiben.

## Technische Schwierigkeiten
Die Website ging am 2. Oktober 1998 online und hatte zunächst die Domain theunderdogs.org. 2002 wurde diese Domain nicht rechtzeitig verlängert und daraufhin von einem Cybersquatter besetzt. Das Archiv zog daraufhin auf die Domain the-underdogs.org um.
Seit dem 21. März 2006 war die Adresse the-underdogs.org wegen Problemen mit der .org-Domain unerreichbar. Angeblich behinderten Schwierigkeiten mit einer Kreditkarte die Wiederinanspruchnahme des Domainnamens. Infolgedessen wurde the-underdogs.info registriert und die Website dorthin verschoben. Seit dem 23. April 2006 war die Website wieder voll funktionsfähig. Es fanden aber keine weiteren Updates mehr statt.
Die Website war im September 2008 über mehrere Tage nicht zu erreichen, der Grund ist bisher nicht bekannt. Die Website tauchte Ende September 2008 wieder auf, aber ohne Screenshots und Downloads.
Von Februar bis Ende März 2009 war die Website nicht mehr zu erreichen. Einer Nachricht der Besitzerin zufolge war dies dem Bankrott des Webhosters zuzuschreiben.
Seit dem 24. März 2009 ist die Website unter einer neuen Domain erreichbar.
Seit 2009 versuchen Nutzer im „Home of the Underdogs Revival Project“ die Website wiederzubeleben. Um diese Zeit herum wurde auch eine Partnerschaft mit dem DRM-freiem Digitalem Distributor GOG.com eingegangen, um einige über gog.com erhältliche Klassiker zu promoten.
Seit September 2009 ist eine neue Version der Seite unter homeoftheunderdogs.net verfügbar und wird seither auch regelmäßig mit Updates gepflegt.

## Relaunch
Kurze Zeit nach dem einstweiligen Untergang von HotU fand sich online eine Gruppe zusammen, die mit Unterstützung der ursprünglichen Besitzerin, Sarinee Achavanuntakul, versucht, einen Relaunch der Website zu betreiben. Führend beteiligt ist dabei Dan Pinchbeck der Advanced Games Research Group an der University of Portsmouth, der bereits im Rahmen des von der EU geförderten KEEP Emulator Projekts dazu beiträgt, Computerspielgeschichte zu archivieren und zugänglich zu halten. Geplant ist, das umfassende Archiv von Home of the Underdogs wieder aufzubauen und zugänglich zu machen, sowie das Archiv konstant um weitere historische Spiele und Nutzer-Reviews zu erweitern. 

## Bedeutung und Rezeption
Einige Spieleentwickler offerierten ihre Spiele direkt „Home of the Underdogs“, wie zum Beispiel Chris Crawford, welcher Achavanuntakul dankte für ihren Beitrag seine Arbeiten neuen Spielern bekannt zu machen. Entwickler wie Derek Yu und Ben „Yahtzee“ Croshaw gaben an, dass „Home of the Underdogs“ ihr Interesse in die Videospielentwicklung begründet hat. Auch wurde die Website als bedeutend für ihren Einsatz für die Digitale Archivierung von Computerspielen beschrieben; zumal die Spielepublisher damals selbst häufig keine Archivierung betrieben sobald ein Spiel nicht mehr verlegt wurde.